# 잣나무털녹병균
잣나무털녹병균(학명: Cronartium ribicola 크로나티움 리비콜라[*])은 잣나무털녹병을 일으키는, 소나무녹병균과에 속하는 녹병균의 한 종이다.

## 기원
잣나무털녹병균의 원서식지는 중국이다. 이 녹병균은 1854년 러시아 제국의 발트해 연안에 식재된 스트로브잣나무에서 처음 발견되었다. 이후 1906년 미국 뉴욕의 제네바에 식재된 까치밥나무에서 이 병원균이 발견되었다. 1909년 독일의 묘목장에서 수입한 스트로브잣나무 묘목에서 처음으로 발견된 것이었다. 일부 유럽 및 아시아의 잣나무 계열은 병원균과 공진화를 해 대부분 병에 내성을 가지고 있다.

## 피해

### 대한민국
시베리아 캄챠카 반도·만주·헤이룽장성·지린성 등을 거쳐 한반도로 침입해 1936년 강원도 유양군과 경기도 가평군에서 처음 발견되었고, 1965년에 강원도 평창군에서 재발견된 후 잣나무 숲으로 확산되어 전국으로 퍼졌다. 1980년에는 평창·횡성·정선에서 특히나 3727ha의 잣나무 숲에 피해를 입혀 대한민국의 3대 주요 산림병해충 중 하나가 되었다.

### 미국
1900년에 북아메리카로 유입되어 이 병에 대한 저항성이 거의 없는 북미의 잣나무들에게 막대한 피해를 입혔다. 특히 몬티콜라잣나무, 설탕잣나무, 로키산잣나무, 백피잣나무에서 피해가 크다. 드물은 병 저항성 개체를 선별하고 번식시키기 위한 노력이 진행 중이며, 저항성 번식은 오레건주의 미국 산림청 산하 도레나 유전자원센터와 아이다호주의 모스코에 집중되어 있다.

## 조림
잣나무털녹병에 대해 일부 제한된 조림 방제가 가능하다.

### 전정
나무 줄기에 10~15cm 이상의 길이를 가진 가지에서 녹포자기가 발생한 것을 발견하면 그 가지를 전지해 나무의 나머지 부위까지 병이 전파되는 것을 막는다. 또는 녹포자퇴가 발생한 부위를 비닐로 감싸고 8월 이후 병든 나무를 제거해 중간기주로 퍼지는 것을 차단한다. 나무 줄기가 병원균의 영향을 받으면 방제가 불가능해지며, 병원균이 나무를 둘러싸면 나무가 고사하게 된다.

### 늘어짐 증상
병든 나무는 가지의 모든 바늘잎이 갈변하여 죽을 때 '축 늘어지는 현상'(flagging)이 종종 보인다. 이러한 증상은 어린 나무의 가지 중 지상에 가까이 있는 낮은 가지에서 종종 관찰되는데, 잣나무의 전정은 다양한 방법으로 영향을 줄 수 있다. 잣나무의 전정은 매듭이 없는 목재를 더 많이 만들어 목재의 품질을 향상시키고 녹포자퇴로 인한 감염 가능성을 약간 줄여주기 때문에 여러 방면에서 효과적일 수 있다.

### 까치밥나무 제거
일부 지역에서 수행할 수 있는 또 다른 형태의 방제법은 잣나무림 근처에서 자라나는 블랙커런트 등의 까치밥나무류 중간기주를 지속적으로 제거하는 것이다. 왜냐하면 털녹병균이 까치밥나무류에서 소나무로 왔다갔다 하는 생활사를 가지고 있기 때문에 2차 기주(겨울포자퇴) 없이는 계속 존재할 수 없다. 이론적으로는 효과적이지만, 까치밥나무를 제거하는 것은 실제로는 거의 성공적이지 않은데, 그 이유는 까치밥나무류가 토양 내에 잔재하는 작은 뿌리 조각에서도 다시 자랄 정도로 생존력이 높기 때문이며, 씨앗의 경우 새의 배설물을 통해 매우 널리 퍼지기 때문이다. 오레건 서남부 산림병해충서비스센터에 따르면, 잣나무털녹병은 모든 오엽송에 피해를 준다고 한다. "(식물에 대한) 피해에는 고사병, 지고병, 엽고병 및 나무좀 등의 다른 요인에 의한 공격 감수성이 포함된다."

### 송이풀 제거
대한민국에서의 경우 까치밥나무보다는 현삼과에 속하는 송이풀을 중간기주로 한 피해가 크다. 까치밥나무와 마찬가지로 지속적인 제거를 해주어야 한다. 송이풀의 자생지 근처에 잣나무 조림을 피해야 한다.

## 감염환

### 까치밥나무류가 중간기주인 경우[8]
잣나무는 가을철에 담자포자가 중간기주인 블랙커런트와 구즈베리(까치밥나무속)에서 서늘하고 습윤한 조건 하에 비산되어 이에 감염되는데, 포자가 열려있는 기공으로 발아관을 침투시켜 바늘잎에서 발아한다. 어린 잣나무는 매우 감수성이어서 감염 후 더 빠른 속도로 고사할 것이다. 균사망이 바늘잎을 통해내수피의 세포 사이의 공간으로 퍼져나가게 되어, 수피에 병든 부위가 생기게 되고 방추형의 궤양이 부풀어오른다. 궤양 주변으로 녹병정자기가 생성되어 이듬해 봄에 녹병정자를 생산한다. 잣나무 기주에서 녹병정자가 수용 균사를 수정시키면, 흰 막에 싸인 녹포자기가 1~2년 내로 생성되는데, 수피가 심하게 찢어지면서 돌출하며, 그 안에 들은 녹포자는 주황색 또는 노란색을 띤다. 비산성인 녹포자는 까치밥나무류를 감염시켜 몇 주 안에 빠르게 여름포자층을 발달시킨다. 여름포자는 이 단계에서 생산되어 그 지역 일대의 같은 기주 또는 다른 까치밥나무류 기주를 감염한다. 그 다음에 겨울포자기가 잎의 뒷면에서 발달하는데, 여기에서 겨울포자가 발아하여 담자포자를 생성하고, 다시금 잣나무를 감염시켜 감염환을 완료시킨다.

### 송이풀이 중간기주인 경우
송이풀을 경유한 감염환은 까치밥나무와 양상이 비슷하다.

## 기주와 병징
녹병 가운데 흔히 볼 수 있듯, 잣나무털녹병균의 생활환에는 두 종의 기주가 들어가며 다섯 개의 포자 세대를 거친다. 이 생활환을 이중기생이라 부른다. 잣나무털녹병균이라는 특정 사례의 경우, 녹포자 세대의 기주는 스트로브잣나무 (소나무과 잣나무아속)이며 겨울포자 세대의 기주는 까치밥나무속과 현삼과이다. 겨울포자 기주와 녹포자 기주 모두 감염에 대한 저항성이나 면역 수준이 다양하다.

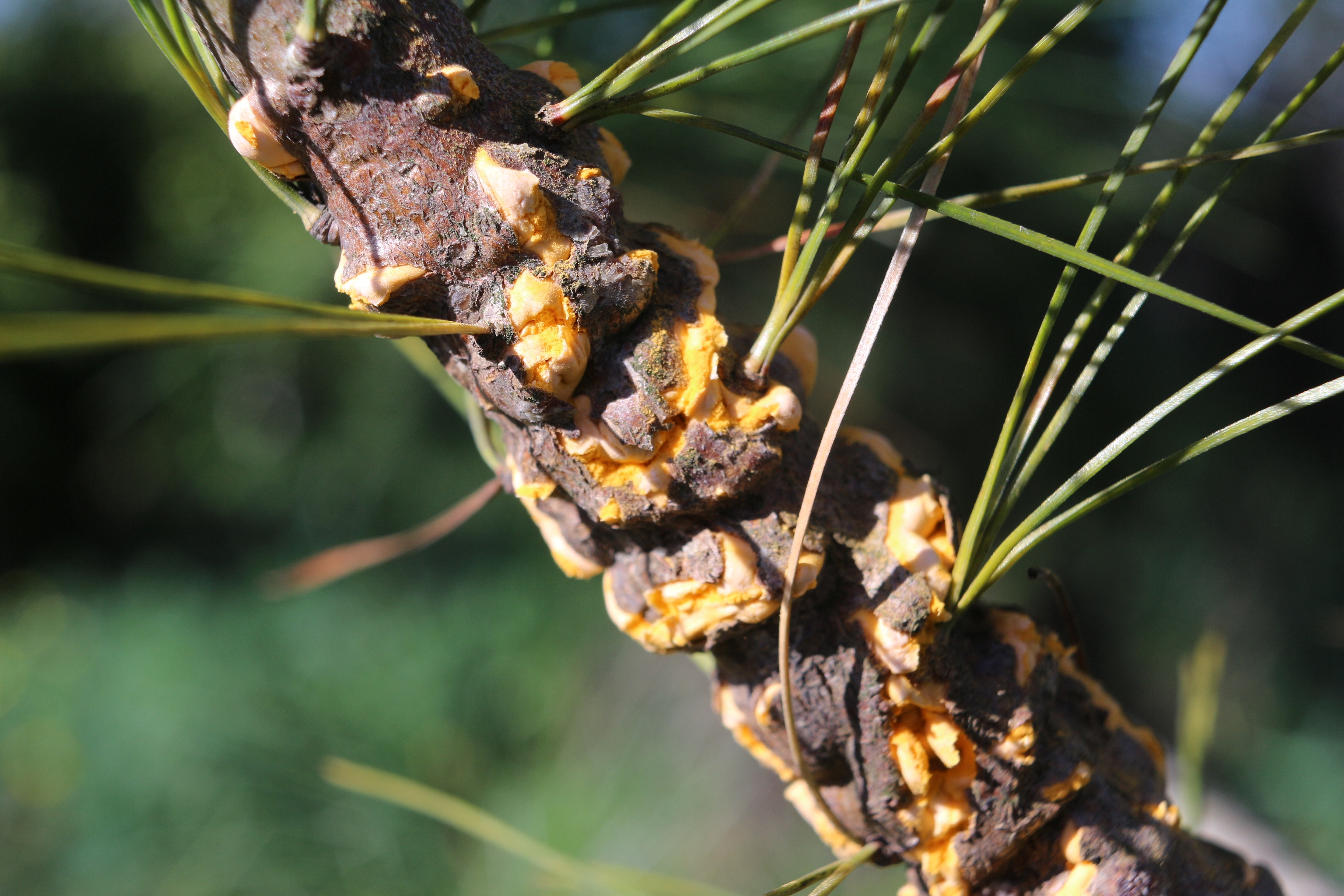
스트로브잣나무 (녹포자 기주)

녹포자 기주에서 잣나무털녹병의 첫 표징은 잣나무의 바늘잎에서 노란색 또는 빨간색의 점들로 나타나지만 이는 크기가 작아 육안으로 보기 어렵기 때문에 녹포자 기주에서 더욱 눈에 잘 들어오는 병징으로는 감염 후 2년 내로 가지에서 나타나는 다년생 궤양이 있다. 전체적으로 감염된 식물을 볼 때, 잣나무류는 퇴록 현상이 나타나 죽은 가지나 수관 상부가 밝은 빨간색으로 변하면서 생장이 위축되는 것이 보일 것이다.

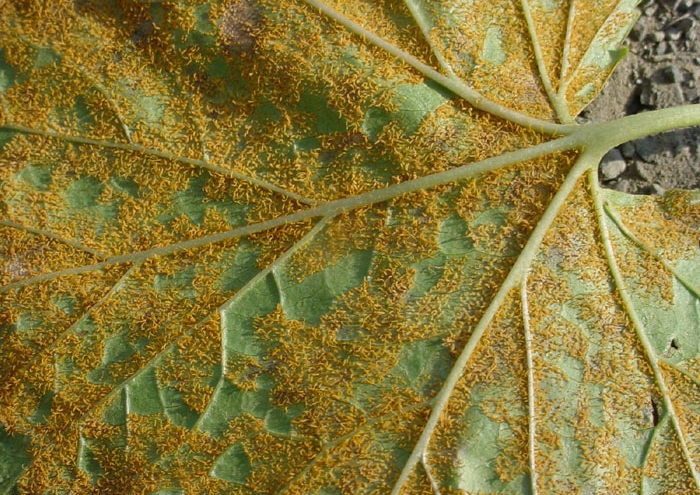
까치밥나무류의 잎 아랫면에 생긴 겨울포자퇴(겨울포자 기주)

반면 겨울포자 기주들의 경우 황화 퇴록 잎 반점이 나타나지만 그렇게 큰 악영향은 없다. 중간기주에서의 표징은 잎 뒷면에 포자퇴가 형성되어 있는 것이다.

## 중요성

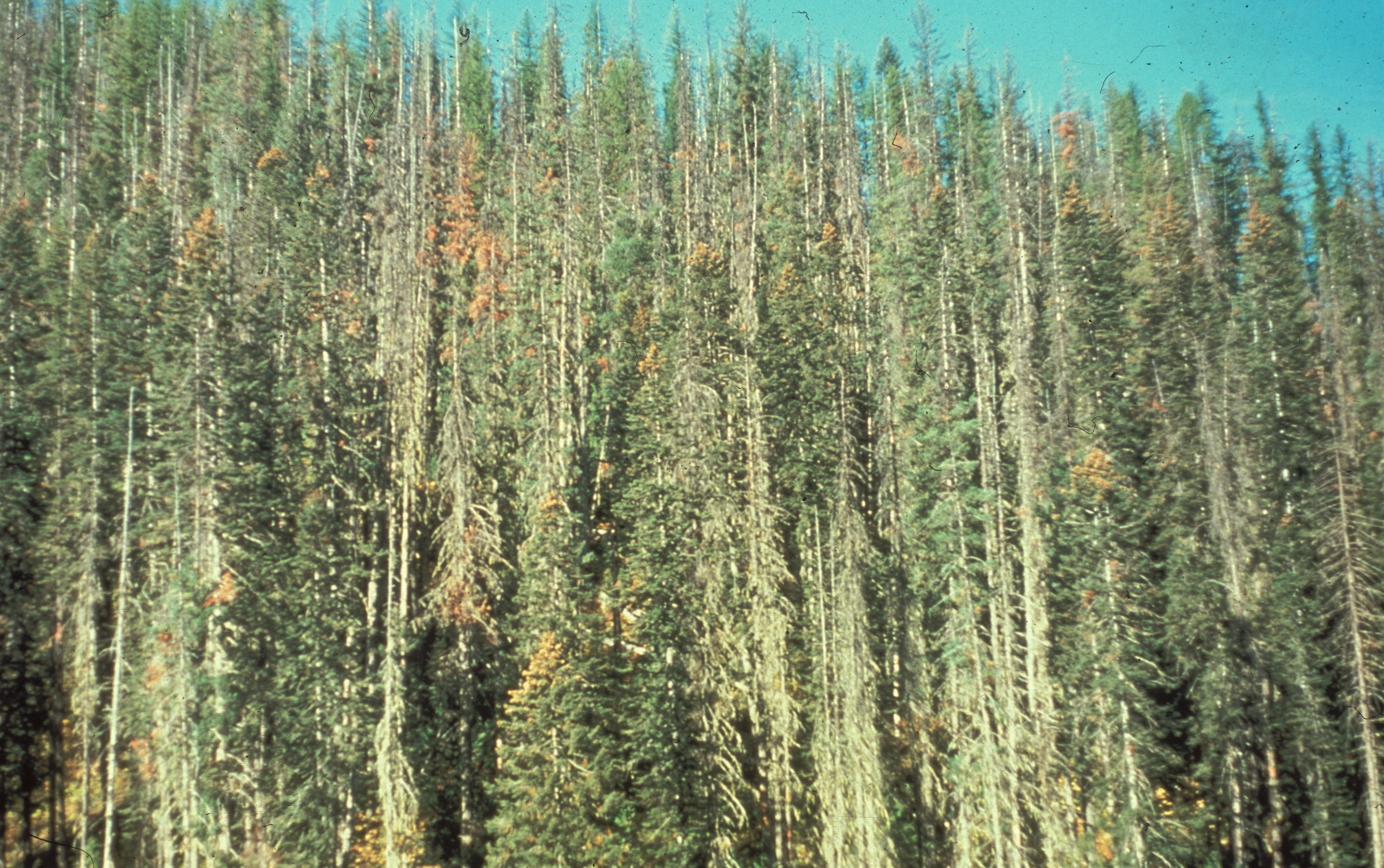
잣나무털녹병균에 대량 고사한 숲

잣나무털녹병은 잣나무류에 병을 일으키는 유일한 녹병이다. 미국의 경우, 오엽송 가운데 설탕소나무 (Pinus lambertiana), 스트로브잣나무 (Pinus strobus), 몬티콜라소나무 (Pinus monticola)는 목재수확과 묘목재고를 확보하는 데 있어 가장 경제적으로 중요하다. 사실, 이 잣나무 종들로 이루어진 숲은 미국에서 목재수확을 위한 가장 값어치 있는 땅 중 하나로, 근연종들보다 더 높은 가격을 받고 있다. 백피잣나무 (Pinus albicaulis), 로키산잣나무 (Pinus flexilis) 등의 잣나무류는 경제적 중요성이 덜하지만, 잣나무털녹병균과 미국 전역의 다른 오엽송들의 영향을 받기도 한다. 1900년대 초반, 설탕잣나무, 스트로브잣나무, 몬티콜라잣나무 임분에서의 잣나무털녹병균의 대규모 창궐은 피해가 심한 지역에서 무증상을 보이는 저항성 나무가 관찰된 것으로 이어졌다. 1950년에 녹병 저항성 품종을 개발하기 위해 자손 나무들을 교배 및 역교배시킬 목적으로 잔존한 나무들을 부모로 이용하는 번식 프로그램이 마련되었다. 현재에는 저항성을 갖춘 몬티콜라잣나무를 식재할 수 있다.

## 병발생

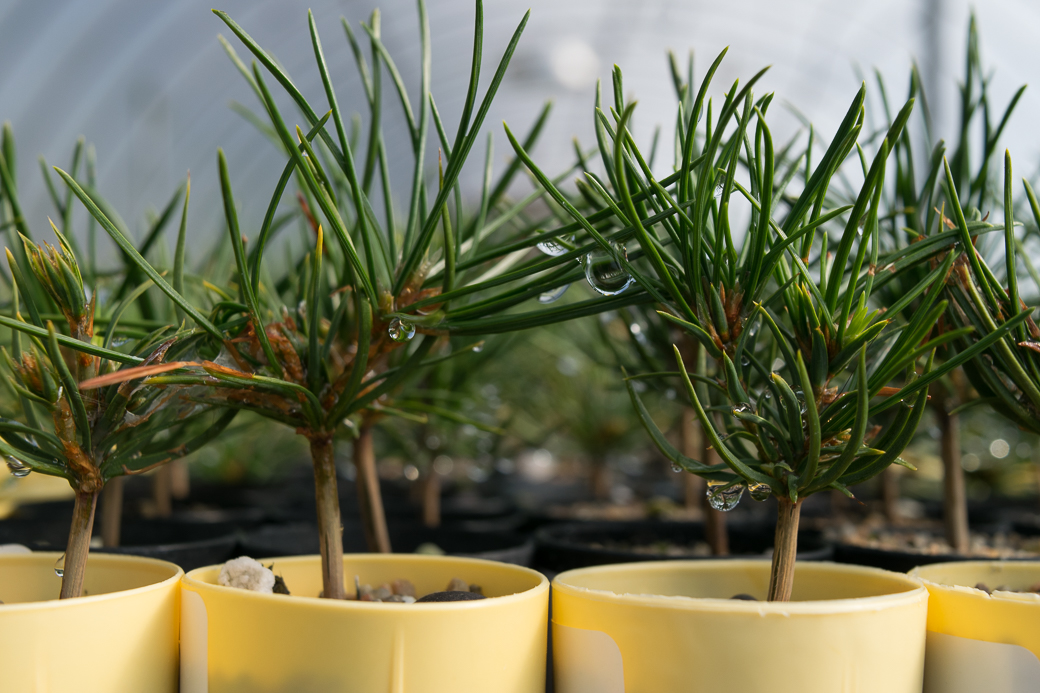
미국 산림청에서 잣나무털녹병에 대응하기 위해 키우는 중인 잣나무 묘목

잣나무털녹병균은 잣나무류와 까치밥나무류의 완전주기적 이중기생성 병원균이며 현삼류도 기주로 포함된다. 어린 잣나무 기주는 성목보다 작고 덜 발달했기 때문에 털녹병균에 대해 감수성이 매우 크다. 이에 덧붙여서, 어린 나무의 경우 잎가지가 나무 줄기와 더 가까운 위치에 있기 때문에 수분과 영양분을 수송해 나무에서 큰 비중을 차지하는 중요한 형성층 조직을 죽여 궤양의 형성으로 이어져 감염 후에 빠른 속도로 고사한다.
오엽송(스트로브잣나무, 몬티콜라잣나무, 설탕소나무)의 저항성을 위한 번식 노력의 대부분은 현재 북미에 집중되어 있다. 녹병에 걸리지 않는 오엽송 품종의 저항 수단에는 감염된 잎의 생장 정지 및 궤양 병징의 느린 발병과 같은 다양한 기작들이 포함된다. 후자의 기작들을 나타내는 품종은 세포벽을 변형시켜 식물의 인식을 피하는 병원균의 능력에 반하는 작용을 일으킬 가능성이 높다. 일부 북미의 잣나무 종에서 잣나무털녹병균에 대한 과민 반응이 관찰되었으며, 이는 잣나무털녹병균이 이전에 가정했던 것처럼 북미 잣나무류에 생태상 그렇게 낯설지 않다는 것을 보여주는 유전자간 상호작용을 시사한다.

### 내용주
1. ↑  예; 페우케잣나무, 켐브라잣나무, 히말라야소나무
2. ↑  현재는 북한의 영토 내에 있다.

### 참고주
1. 1 2 3 4  “White pine blister rust”. 《www.apsnet.org》. 2018년 9월 20일에 원본 문서에서 보존된 문서. 2016년 12월 7일에 확인함.
2. ↑  “Cronartium ribicola (white pine blister rust)”. 《CABI.org》. 2019년 11월 19일. 2020년 6월 16일에 확인함.
3. ↑  Miller, Douglas R.; Kimmey, James W.; Fowler, Marvin E. (1959년 5월), 《White Pine Blister Rust》 (PDF), USDA Forest Service, 1-8쪽, 2025년 2월 5일에 확인함
4. 1 2  “White pine blister rust”. APS. 2023년 5월 5일에 확인함.
5. ↑  이종규; 차병진; 신현동; 나용준 (2017년 8월 29일). 《신고 수목병리학》 1판. 향문사. 162쪽. ISBN 978-89-7187-251-2.
6. 1 2 3  이종규; 차병진; 신현동; 나용준 (2017년 8월 29일). 《신고 수목병리학》 1판. 향문사. 163쪽. ISBN 978-89-7187-251-2.
7. ↑  “White pine blister rust”. 《Department of Agriculture Forest Service》. 2009년 5월 27일에 확인함.
8. 1 2 3 4 5  “White Pine Blister Rust and its threat to High Elevation White Pines”. 《www.fs.fed.us》. 2020년 12월 6일에 확인함.
9. 1 2  Maloy, Otis C. (2001년 1월 1일). “White Pine Blister Rust”. 《Plant Health Progress》 (영어) 2 (1): 10. doi:10.1094/PHP-2001-0924-01-HM. ISSN 1535-1025.
10. 1 2 3 4 5 6 7  “White pine blister rust”. 《White pine blister rust》 (미국 영어). 2020년 12월 6일에 확인함.
11. ↑  “Forest Pathology - White Pine Blister Rust”. 《www.forestpathology.org》. 2016년 12월 6일에 확인함.
12. ↑  “White pine blister rust”. 《Natural Resources Canada》. 2013년 12월 31일.
13. 1 2  “Cronartium ribicola (white pine blister rust)”. 2020년 12월 6일에 확인함.